# Rivalidad futbolística entre Brasil y Uruguay
El partido entre la selección brasileña y la selección uruguaya es uno de los mayores clásicos de América y del Mundo. Brasil y Uruguay son, junto a Argentina, consideradas las tres selecciones grandes del fútbol sudamericano. Esta denominación parte de la prensa especializada y se fundamenta principalmente en la cantidad de trofeos que han ganado estos tres seleccionados a lo largo de la historia, siendo los mismos los únicos de su continente en haber conseguido en al menos una ocasión la Copa Mundial de Fútbol, además de que entre ellos se reparten 40 de las 48 ediciones de Copa América que se llevan disputadas hasta la fecha, siendo Uruguay, con 15 trofeos, el segundo conjunto más ganador por detrás de Argentina que con 16 veces son los máximos ganadores de la competición continental.
Generalmente al partido entre La Canarinha y La Celeste se lo denomina simplemente Clásico Brasil-Uruguay o Clásico Uruguay-Brasil. En Brasil, el partido también es conocido como el Clásico del Río Negro (en portugués, Clássico do Rio Negro).
Tanto El Scratch como La Celeste han sido campeonas de América y del Mundo en más de una ocasión, teniendo selecciones históricamente respetadas, formadas por jugadores de renombre mundial. Por el lado de la selección Brasileña podríamos citar a Pelé, Garrincha, Jairzinho, Ademir, Rivelino, Tostão, Ronaldo, Adriano, Nilton Santos, Neymar, Ronaldinho, Cafú, Roberto Carlos, Rivaldo, Kaká, Robinho, Zagallo, Didí, Vavá, Sócrates, Zico, Túlio Maravilha, Romário, Bebeto, Careca, Falcão, Toninho Cerezo, Branco, Raí, Roberto Dinamite, Júlio Baptista, Edmundo, Juninho Paulista, Juninho Pernambucano, Manga, Taffarel, Dida, Marcos o Rogério Ceni.
Como contraparte tenemos por el lado de la selección Uruguaya a Francescoli, Forlán, Suárez, Cavani, Recoba, O'Neill, Abreu, Nasazzi, Andrade, Petrone, Scarone, Romano, "Manco" Castro, Cea, Obdulio Varela, Schiaffino, Julio Pérez, Miguez, Ghiggia, Walter Gómez, Montero Castillo, Gonçalves, Ancheta, De León, Diogo, Lugano, Montero, Sosa, Bengoechea, Aguilera, Morena, Maneiro, Cubilla, Rubén Paz, Alzamendi, Rocha, Venancio Ramos, Wilmar Cabrera, Victorino, Mazurkiewicz, Máspoli, Rodolfo Rodríguez o Fernando Álvez.

## Reseña histórica de ambas selecciones
La selección uruguaya dominó el fútbol mundial en la década del 1920, conquistando parte de su palmarés más importante, entre los que destacan los Juegos Olímpicos de 1924 y 1928, además de la Copa mundial de 1930, organizada en su propio país. Por su parte la selección Verde-Amarelha comenzó a forjar su reconocimiento mundial a finales de la década de 1950 y principios de 1960, cuando conquistó en doce años tres títulos mundiales (Suecia 1958, Chile 1962 y México 1970), durante esta última con una de las selecciones más imponentes de todos los tiempos, donde desarrolló lo que se empezaba a conocer como "Jogo bonito" ó "Futebol arte".
Durante los años siguientes al título mundial conseguido por Brasil en 1970, la selección Brasileña entró en un período de decadencia y sequía de títulos, cosa que cambiaría en 1989, cuando gana la Copa América de ese año organizada en territorio brasileño, rompiendo así con 40 años sin ganar ese trofeo; precisamente ganando la final frente al seleccionado Uruguayo. Luego de esto logra ganar el Mundial de 1994 y termina de regresar al primer plano mundial. Por su parte Uruguay luego de su último título mundial obtenido en Brasil en 1950 conocido como Maracanazo, logra sus mejores participaciones en los mundiales de Suiza 1954 y México 1970, en dónde en ambos termina en la cuarta ubicación. Adicionalmente, en 1980-81 se disputó la Copa de Oro de Campeones Mundiales, conocido también como Mundialito, celebrado para conmemorar los 50 años de la Copa del Mundo; dicho torneo fue considerado de alto nivel por entonces, dado que participaban los equipos campeones del mundo. Uruguay se alzaría con este trofeo (venciendo en la final justamente a Brasil). Después de esto debieron pasar cuarenta años para que Los Orientales volvieran a lograr una destacada ubicación en un Mundial, cuando en la Copa del Mundo de Sudáfrica 2010 logra obtener por tercera vez en su historia el cuarto puesto. Sin embargo no pudo repetir hasta el presente un título mundial. De todas formas siguió durante esos años cosechando logros a nivel sudamericano, en los que destacan las Copas América de 1956, 1959 (Ecuador), 1967, 1983, 1987, 1995 y 2011, esta última lograda luego de eliminar en cuartos de final a la selección Argentina, siendo ésta el combinado locatario y uno de los candidatos a levantar el trofeo.

## Primer partido
El primer partido entre ambas selecciones data del 12 de julio de 1916, encuentro disputado en el estadio Estadio GEBA de la ciudad de Buenos Aires, Argentina.
Ese encuentro fue correspondiente a la Copa América 1916 (denominado por aquel entonces como "Campeonato Sudamericano de Selecciones"), partido que terminó con victoria para Los celestes por 2 tantos a 1.
En esa ocasión anotaron para Los Charrúas Isabelino Gradín y José Tognola, mientras que para La verdeamarelha convirtió Arthur Friedenreich.

| 12 de julio de 1916 | Uruguay                  | 2:1 (0:1) | Brasil          | Estadio GEBA, Buenos Aires                                       |                                                                  |
|                     | Gradín 58' · Tognola 77' |           | 8' Friedenreich | Asistencia: 15 000 espectadores Árbitro(s): Carlos Fanta (Chile) | Asistencia: 15 000 espectadores Árbitro(s): Carlos Fanta (Chile) |

## Historial
La selección brasileña y selección uruguaya han disputado un total de 81 encuentros, el último por la Clasificación a la Copa Mundial de 2026, el 19 de noviembre de 2024 en la ciudad de Salvador.

| Fecha                    | Ciudad         | Resultado                     | Carácter                           | Goles Uruguay                                                                        | Goles Brasil                                                                          |
| ------------------------ | -------------- | ----------------------------- | ---------------------------------- | ------------------------------------------------------------------------------------ | ------------------------------------------------------------------------------------- |
| 12 de julio de 1916      | Buenos Aires   | Uruguay 2–1 Brasil            | Campeonato Sudamericano 1916       | Isabelino Gradín (58'), José Tognola (77')                                           | A. Friedenreich (8')                                                                  |
| 18 de julio de 1916      | Montevideo     | Uruguay 0–1 Brasil            | Amistoso                           | -                                                                                    | Mimi Sodré (23')                                                                      |
| 7 de octubre de 1917     | Montevideo     | Uruguay 4–0 Brasil            | Campeonato Sudamericano 1917       | H. Scarone (8'), Á. Romano (17', 77'), C. Scarone (86')                              | -                                                                                     |
| 16 de octubre de 1917    | Montevideo     | Uruguay 3–1 Brasil            | Amistoso                           | Luis Grecco (?', ?'), Isabelino Gradín (?')                                          | Neco (?')                                                                             |
| 26 de mayo de 1919       | Río de Janeiro | Brasil 2–2 Uruguay            | Campeonato Sudamericano 1919       | Isabelino Gradín (13'), Carlos Scarone (17')                                         | Neco (29', 63')                                                                       |
| 29 de mayo de 1919       | Río de Janeiro | Brasil 1–0 Uruguay            | Campeonato Sudamericano 1919       | -                                                                                    | Arthur Friedenreich (122')                                                            |
| 18 de septiembre de 1920 | Valparaíso     | Uruguay 6–0 Brasil            | Campeonato Sudamericano 1920       | Á. Romano (23', 60'), A. Urdinarán (26' p.), José Pérez (29', 65'), A. Campolo (48') | -                                                                                     |
| 23 de octubre de 1921    | Buenos Aires   | Uruguay 2–1 Brasil            | Campeonato Sudamericano 1921       | Ángel Romano (1', 8')                                                                | Zezé I (53')                                                                          |
| 1 de octubre de 1922     | Río de Janeiro | Brasil 0–0 Uruguay            | Campeonato Sudamericano 1922       | -                                                                                    | -                                                                                     |
| 25 de noviembre de 1923  | Montevideo     | Uruguay 2–1 Brasil            | Campeonato Sudamericano 1923       | Pedro Petrone (56'), José Pedro Cea (75')                                            | Nilo (59')                                                                            |
| 6 de septiembre de 1931  | Río de Janeiro | Brasil 2–0 Uruguay            | Amistoso - Copa Río Branco         | -                                                                                    | Sin datos                                                                             |
| 4 de diciembre de 1932   | Montevideo     | Uruguay 1–2 Brasil            | Amistoso - Copa Río Branco         | Juan José García (?')                                                                | Leônidas da Silva (?', ?')                                                            |
| 19 de enero de 1937      | Buenos Aires   | Brasil 3–2 Uruguay            | Campeonato Sudamericano 1937       | Segundo Villadóniga (1'), Juan Píriz (66')                                           | Carvalho Leite (36'), Bahia (72'), Niginho (77')                                      |
| 24 de marzo de 1940      | Río de Janeiro | Brasil 3–4 Uruguay            | Amistoso - Copa Río Branco         | Ricardo Pérez (?'), Sixto González (?'), Severino Varela (?', ?')                    | Sin datos                                                                             |
| 31 de marzo de 1940      | Río de Janeiro | Brasil 1–1 Uruguay            | Amistoso                           | Sin datos                                                                            | Sin datos                                                                             |
| 24 de enero de 1942      | Montevideo     | Uruguay 1–0 Brasil            | Campeonato Sudamericano 1942       | Severino Varela (32')                                                                | -                                                                                     |
| 14 de mayo de 1944       | Río de Janeiro | Brasil 6–1 Uruguay            | Amistoso                           | Juan Tejera (?')                                                                     | Eduardo Lima (?', ?'), Isaías (?'), Lelé (?'), Rui (?'), Tesourinha (?')              |
| 18 de mayo de 1944       | São Paulo      | Brasil 4–0 Uruguay            | Amistoso                           | -                                                                                    | Jair Rosa Pinto (22', 75', 82'), Heleno de Freitas (62')                              |
| 7 de febrero de 1945     | Santiago       | Brasil 3–0 Uruguay            | Campeonato Sudamericano 1945       | -                                                                                    | Heleno de Freitas (8', 32'), Rui (20')                                                |
| 5 de enero de 1946       | Montevideo     | Uruguay 4–3 Brasil            | Amistoso - Copa Río Branco         | Sin datos                                                                            | Sin datos                                                                             |
| 10 de enero de 1946      | Montevideo     | Uruguay 1–1 Brasil            | Amistoso - Copa Río Branco         | Sin datos                                                                            | Sin datos                                                                             |
| 23 de enero de 1946      | Buenos Aires   | Brasil 4–3 Uruguay            | Campeonato Sudamericano 1946       | José María Medina (25', 76'), José Antonio Vázquez (35')                             | Jair Rosa Pinto (1', 16'), Heleno de Freitas (39'), Chico (44')                       |
| 29 de marzo de 1947      | São Paulo      | Brasil 0–0 Uruguay            | Amistoso - Copa Río Branco         | -                                                                                    | -                                                                                     |
| 1 de abril de 1947       | Río de Janeiro | Brasil 3–2 Uruguay            | Amistoso - Copa Río Branco         | Sin datos                                                                            | Sin datos                                                                             |
| 4 de abril de 1948       | Montevideo     | Uruguay 1–1 Brasil            | Amistoso - Copa Río Branco         | Sin datos                                                                            | Sin datos                                                                             |
| 11 de abril de 1948      | Montevideo     | Uruguay 4–2 Brasil            | Amistoso - Copa Río Branco         | Sin datos                                                                            | Sin datos                                                                             |
| 30 de abril de 1949      | Río de Janeiro | Brasil 5–1 Uruguay            | Campeonato Sudamericano 1949       | Ramón Castro (12')                                                                   | Jair Rosa Pinto (15', 30' p.), Zizinho (24'), Danilo Alvim (79'), Tesourinha (89' p.) |
| 6 de mayo de 1950        | São Paulo      | Brasil 3–4 Uruguay            | Amistoso - Copa Río Branco         | Julio Pérez (?'), Óscar Míguez (?', ?'), Juan Alberto Schiaffino (?')                | Zizinho (?'), Ademir Menezes (?', ?')                                                 |
| 14 de mayo de 1950       | Río de Janeiro | Brasil 3–2 Uruguay            | Amistoso - Copa Río Branco         | Julio Pérez (?'), Hugo Villamide (?')                                                | Jair (?'), Jair Rosa Pinto (?'), Chico (?')                                           |
| 18 de mayo de 1950       | Río de Janeiro | Brasil 1–0 Uruguay            | Amistoso - Copa Río Branco         | -                                                                                    | Ademir Menezes (?')                                                                   |
| 16 de julio de 1950      | Río de Janeiro | Brasil 1–2 Uruguay            | Copa Mundial de Fútbol de 1950     | Juan Alberto Schiaffino (66'), Alcides Ghiggia (79')                                 | Friaça (47')                                                                          |
| 16 de abril de 1952      | Santiago       | Brasil 4–2 Uruguay            | Amistoso                           | Óscar Míguez (54'), Nelson Cancela (89' p.)                                          | Didí (24'), Baltazar (25'), Pinga (40'), Rodrígues (66')                              |
| 15 de marzo de 1953      | Lima           | Brasil 1–0 Uruguay            | Campeonato Sudamericano 1953       | -                                                                                    | Ipojucan (87')                                                                        |
| 10 de febrero de 1956    | Montevideo     | Uruguay 0–0 Brasil            | Campeonato Sudamericano 1956       | -                                                                                    | -                                                                                     |
| 24 de junio de 1956      | Río de Janeiro | Brasil 2–0 Uruguay            | Amistoso                           | -                                                                                    | Zizinho (?'), Canário (?')                                                            |
| 28 de marzo de 1957      | Lima           | Uruguay 3–2 Brasil            | Campeonato Sudamericano 1957       | Luis Norberto Campero (15', 23'), Javier Ambrois (17')                               | Evaristo Macedo (68'), Didí (70')                                                     |
| 26 de junio de 1959      | Buenos Aires   | Brasil 3–1 Uruguay            | Campeonato Sudamericano 1959       | Guillermo Escalada (36')                                                             | Paulo Valentim (62', 80', 89')                                                        |
| 12 de diciembre de 1959  | Guayaquil      | Uruguay 3–0 Brasil            | Campeonato Sudamericano 1959       | Guillermo Escalada (49'), Mario Bergara (67'), José Sasía (75')                      | -                                                                                     |
| 9 de julio de 1960       | Montevideo     | Uruguay 1–0 Brasil            | Amistoso - Copa del Atlántico      | Domingo Pérez (55')                                                                  | -                                                                                     |
| 7 de septiembre de 1965  | Belo Horizonte | Brasil 3–0 Uruguay            | Amistoso                           | -                                                                                    | Rinaldo (29'), Tupãzinho (34'), Germano (73')                                         |
| 25 de junio de 1967      | Montevideo     | Uruguay 0–0 Brasil            | Amistoso - Copa Río Branco         | -                                                                                    | -                                                                                     |
| 28 de junio de 1967      | Montevideo     | Uruguay 2–2 Brasil            | Amistoso - Copa Río Branco         | Pedro Rocha (58', 73')                                                               | Paulo Borges (23', 70')                                                               |
| 1 de julio de 1967       | Montevideo     | Uruguay 1–1 Brasil            | Amistoso - Copa Río Branco         | Pedro Rocha (33')                                                                    | Dirceu Lopes (4')                                                                     |
| 9 de junio de 1968       | São Paulo      | Brasil 2–0 Uruguay            | Amistoso - Copa Río Branco         | -                                                                                    | Tostão (11'), Sadi (59')                                                              |
| 12 de junio de 1968      | Río de Janeiro | Brasil 4–0 Uruguay            | Amistoso - Copa Río Branco         | -                                                                                    | Luiz Paulo Borges (4', 49'), Jairzinho (83'), Gérson (87')                            |
| 17 de junio de 1970      | Guadalajara    | Brasil 3–1 Uruguay            | Copa Mundial de Fútbol de 1970     | Luis Cubilla (19')                                                                   | Clodoaldo (44'), Jairzinho (76'), Roberto Rivelino (89')                              |
| 25 de febrero de 1976    | Montevideo     | Uruguay 1–2 Brasil            | Amistoso - Copa del Atlántico      | Juan Carlos Ocampo (27')                                                             | Nelinho (10'), Zico (84')                                                             |
| 28 de abril de 1976      | Río de Janeiro | Brasil 2–1 Uruguay            | Amistoso - Copa del Atlántico      | Jorge Torres (?')                                                                    | Roberto Rivelino (59'), Zico (73')                                                    |
| 31 de mayo de 1979       | Río de Janeiro | Brasil 5–1 Uruguay            | Amistoso                           | Waldemar Victorino (21')                                                             | Edino (24'), Nílton "Batata" (37'), Sócrates (35', 38'), Éder (86')                   |
| 27 de agosto de 1980     | Fortaleza      | Brasil 1–0 Uruguay            | Amistoso                           | -                                                                                    | Getúlio (77')                                                                         |
| 10 de enero de 1981      | Montevideo     | Uruguay 2–1 Brasil            | Mundialito                         | Jorge Barrios (50'), Waldemar Victorino (80')                                        | Sócrates (62' p.)                                                                     |
| 27 de octubre de 1983    | Montevideo     | Uruguay 2–0 Brasil            | Copa América 1983                  | Enzo Francescoli (41' TL), Víctor Diogo (80')                                        | -                                                                                     |
| 4 de noviembre de 1983   | Salvador       | Brasil 1–1 Uruguay            | Copa América 1983                  | Carlos Aguilera (77')                                                                | Jorginho (23')                                                                        |
| 21 de junio de 1984      | Curitiba       | Brasil 1–0 Uruguay            | Amistoso                           | -                                                                                    | Arturzinho (66')                                                                      |
| 2 de mayo de 1985        | Recife         | Brasil 2–0 Uruguay            | Amistoso                           | -                                                                                    | Alemão (25'), Careca (63')                                                            |
| 16 de julio de 1989      | Río de Janeiro | Uruguay 0–1 Brasil            | Copa América 1989                  | -                                                                                    | Romário (49')                                                                         |
| 11 de julio de 1991      | Viña del Mar   | Brasil 1–1 Uruguay            | Copa América 1991                  | Peter Méndez (66')                                                                   | João Paulo (29')                                                                      |
| 30 de abril de 1992      | Montevideo     | Uruguay 1–0 Brasil            | Amistoso                           | Adrián Paz (70')                                                                     | -                                                                                     |
| 25 de noviembre de 1992  | Campina Grande | Brasil 1–2 Uruguay            | Amistoso                           | Nelson Cabrera (42'), Hugo Guerra (65')                                              | Edmundo (3')                                                                          |
| 15 de agosto de 1993     | Montevideo     | Uruguay 1–1 Brasil            | Clasificatoria Copa del Mundo 1994 | Daniel Fonseca (79')                                                                 | Márcio Santos (28')                                                                   |
| 19 de septiembre de 1993 | Río de Janeiro | Brasil 2–0 Uruguay            | Clasificatoria Copa del Mundo 1994 | -                                                                                    | Romário (72', 82')                                                                    |
| 23 de julio de 1995      | Montevideo     | Uruguay 1–1 Brasil (5-3 pen.) | Copa América 1995                  | Pablo Bengoechea (51' TL)                                                            | Túlio Costa (30')                                                                     |
| 11 de octubre de 1995    | Salvador       | Brasil 2–0 Uruguay            | Amistoso                           | -                                                                                    | Ronaldo (16', 36')                                                                    |
| 18 de julio de 1999      | Asunción       | Uruguay 0–3 Brasil            | Copa América 1999                  | -                                                                                    | Rivaldo (20', 27'), Ronaldo (46')                                                     |
| 28 de junio de 2000      | Río de Janeiro | Brasil 1–1 Uruguay            | Clasificatoria Copa del Mundo 2002 | Darío Silva (5')                                                                     | Rivaldo (85' p.)                                                                      |
| 1 de julio de 2001       | Montevideo     | Uruguay 1–0 Brasil            | Clasificatoria Copa del Mundo 2002 | Federico Magallanes (33' p.)                                                         | -                                                                                     |
| 19 de noviembre de 2003  | Curitiba       | Brasil 3–3 Uruguay            | Clasificatoria Copa del Mundo 2006 | Diego Forlán (57', 76'), Gilberto Silva (78' e/c)                                    | Kaká (20'), Ronaldo (28', 87')                                                        |
| 21 de julio de 2004      | Lima           | Brasil 1–1 Uruguay (5-3 pen.) | Copa América 2004                  | Marcelo Sosa (22')                                                                   | Adriano (46')                                                                         |
| 30 de marzo de 2005      | Montevideo     | Uruguay 1–1 Brasil            | Clasificatoria Copa del Mundo 2006 | Diego Forlán (48')                                                                   | Emerson (67')                                                                         |
| 10 de julio de 2007      | Maracaibo      | Uruguay 2–2 Brasil (4-5 pen.) | Copa América 2007                  | Diego Forlán (45+5'), Sebastián Abreu (70')                                          | Maicon (12'), Júlio Baptista (45+7')                                                  |
| 21 de noviembre de 2007  | São Paulo      | Brasil 2–1 Uruguay            | Clasificatoria Copa del Mundo 2010 | Sebastián Abreu (8')                                                                 | Luís Fabiano (44', 64')                                                               |
| 6 de junio de 2009       | Montevideo     | Uruguay 0–4 Brasil            | Clasificatoria Copa del Mundo 2010 | -                                                                                    | Dani Alves (12'), Juan (36'), Luís Fabiano (52'), Kaká (75' p.)                       |
| 26 de junio de 2013      | Belo Horizonte | Brasil 2–1 Uruguay            | Copa FIFA Confederaciones 2013     | Edinson Cavani (48')                                                                 | Fred (41'), Paulinho (86')                                                            |
| 25 de marzo de 2016      | Recife         | Brasil 2–2 Uruguay            | Clasificatoria Copa del Mundo 2018 | Edinson Cavani (34'), Luis Suárez (47')                                              | Douglas Costa (1'), Renato Augusto (25')                                              |
| 23 de marzo de 2017      | Montevideo     | Uruguay 1–4 Brasil            | Clasificatoria Copa del Mundo 2018 | Edinson Cavani (9' p.)                                                               | Paulinho (19', 52', 92'), Neymar (74')                                                |
| 16 de noviembre de 2018  | Londres        | Brasil 1–0 Uruguay            | Amistoso                           | -                                                                                    | Neymar (75')                                                                          |
| 17 de noviembre de 2020  | Montevideo     | Uruguay 0–2 Brasil            | Clasificatoria Copa del Mundo 2022 | -                                                                                    | Arthur (34'), Richarlison (45')                                                       |
| 14 de octubre de 2021    | Manaos         | Brasil 4–1 Uruguay            | Clasificatoria Copa del Mundo 2022 | Luis Suárez (77')                                                                    | Neymar (10'), Raphinha (18', 58'), Gabriel Barbosa (83')                              |
| 17 de octubre de 2023    | Montevideo     | Uruguay 2–0 Brasil            | Clasificatoria Copa del Mundo 2026 | Darwin Núñez (42'), Nicolás de la Cruz (77')                                         | -                                                                                     |
| 6 de julio de 2024       | Las Vegas      | Uruguay 0–0 Brasil (4-2 pen.) | Copa América 2024                  | -                                                                                    | -                                                                                     |
| 19 de noviembre de 2024  | Salvador       | Brasil 1–1 Uruguay            | Clasificatoria Copa del Mundo 2026 | Federico Valverde (55')                                                              | Gerson (62')                                                                          |

## Estadísticas
La selección Brasileña se encuentra encima de la selección Uruguaya en el historial clásico. Si se toman en cuenta sólo los partidos oficiales existe una gran paridad, ya que El scratch aventaja a La Garra Charrúa en sólo 5 partidos. En cambio si se computan todos los partidos disputados entre ambos seleccionados (oficiales y amistosos) la diferencia es mayor.

### Encuentros totales (oficiales y amistosos)
- Actualizado al 19 de noviembre de 2024 (Datos según FIFA)

| Partidos | Ganados Brasil | Empates | Ganados Uruguay | Goles Brasil | Goles Uruguay |
| -------- | -------------- | ------- | --------------- | ------------ | ------------- |
| 81       | 38             | 22      | 21              | 143          | 101           |

### Encuentros oficiales
- Actualizado al 19 de noviembre de 2024 (Datos según FIFA).

| Partidos | Ganados Brasil | Empates | Ganados Uruguay | Goles Brasil | Goles Uruguay |
| -------- | -------------- | ------- | --------------- | ------------ | ------------- |
| 46       | 17             | 15      | 14              | 72           | 63            |

## Encuentros importantes

### Enfrentamientos enMundiales

#### Brasil 1950
Final
| 16 de julio de 1950 | Brasil       | 1:2 (0:0) | Uruguay                      | Estadio Maracaná, Río de Janeiro                                        |                                                                         |
|                     | Friaça 47' · |           | Schiaffino 66' · Ghiggia 79' | Asistencia: 200.000 espectadores Árbitro(s): George Reader (Inglaterra) | Asistencia: 200.000 espectadores Árbitro(s): George Reader (Inglaterra) |

#### México 1970
Semifinal
| 17 de junio de 1970 | Brasil                                       | 3:1 (1:1) | Uruguay       | Estadio Jalisco, Guadalajara                                          |                                                                       |
|                     | Clodoaldo 44' · Jairzinho 76' · Rivelino 89' |           | Cubilla 19' · | Asistencia: 51.000 espectadores Árbitro(s): José María Ortiz (España) | Asistencia: 51.000 espectadores Árbitro(s): José María Ortiz (España) |

### Enfrentamientos enCopa Confederaciones

#### Confederaciones Brasil 2013
Semifinal
| 26 de junio de 2013, 16:00 | Brasil                  | 2:1 (1:0) | Uruguay    | Estadio Mineirao, Belo Horizonte                          |                                                           |
|                            | Fred 41' · Paulinho 86' | Reporte   | Cavani 48' | Asistencia: 57 483 espectadores Árbitro(s): Enrique Osses | Asistencia: 57 483 espectadores Árbitro(s): Enrique Osses |

### Enfrentamientos enCopa de Oro de Campeones Mundiales

#### Uruguay 1980
Final
| 10 de enero de 1981 | Uruguay                     | 2:1 (1:0) | Brasil              | Estadio Centenario, Montevideo                                        |                                                                       |
|                     | Barrios 50' · Victorino 80' |           | Sócrates 62' (pen.) | Asistencia: 80.000 espectadores Árbitro(s): Erich Linemayer (Austria) | Asistencia: 80.000 espectadores Árbitro(s): Erich Linemayer (Austria) |

### Enfrentamientos enCopa América
Argentina 1916
Liguilla todos contra todos
| 12 de julio de 1916 | Uruguay                  | 2:1 (0:1) | Brasil          | Estadio G.E.B.A., Buenos Aires                                   |                                                                  |
|                     | Gradín 58' · Tognola 77' |           | Friedenreich 8' | Asistencia: 15.000 espectadores Árbitro(s): Carlos Fanta (Chile) | Asistencia: 15.000 espectadores Árbitro(s): Carlos Fanta (Chile) |

Uruguay 1917
Liguilla todos contra todos
| 7 de octubre de 1917 | Uruguay                                         | 4:0 (2:0) | Brasil | Parque Pereira, Montevideo                                              |                                                                         |
|                      | H. Scarone 8' · Romano 17' 77' · C. Scarone 86' |           |        | Asistencia: 21.000 espectadores Árbitro(s): Germán Guassone (Argentina) | Asistencia: 21.000 espectadores Árbitro(s): Germán Guassone (Argentina) |

Brasil 1919
Liguilla todos contra todos
| 26 de mayo de 1919 | Brasil       | 2:2 (1:2) | Uruguay                     | Estádio das Laranjeiras, Río de Janeiro                                 |                                                                         |
|                    | Neco 29' 63' |           | Gradín 13' · C. Scarone 17' | Asistencia: 23.000 espectadores Árbitro(s): Robert L. Todd (Inglaterra) | Asistencia: 23.000 espectadores Árbitro(s): Robert L. Todd (Inglaterra) |

Final

| 29 de mayo de 1919                                             | Brasil            | 1:0 (0:0, 0:0, 0:0) | Uruguay | Estádio das Laranjeiras, Río de Janeiro                                    |                                                                            |
|                                                                | Friedenreich 122' |                     |         | Asistencia: 35.000 espectadores Árbitro(s): Juan Pedro Barbera (Argentina) | Asistencia: 35.000 espectadores Árbitro(s): Juan Pedro Barbera (Argentina) |
| Se disputaron 2 tiempos suplementarios de 30 minutos cada uno. |                   |                     |         |                                                                            |                                                                            |

Chile 1920
Liguilla todos contra todos
| 18 de septiembre de 1920 | Uruguay                                                             | 6:0 (3:0) | Brasil | Estadio Sporting, Viña del Mar                                  |                                                                 |
|                          | Romano 23' 60' · A. Urdinarán 26' (p) · Pérez 29' 65' · Campolo 48' |           |        | Asistencia: 9.000 espectadores Árbitro(s): Carlos Fanta (Chile) | Asistencia: 9.000 espectadores Árbitro(s): Carlos Fanta (Chile) |

Argentina 1921
Liguilla todos contra todos
| 23 de octubre de 1921 | Uruguay      | 2:1 (1:0) | Brasil     | Estadio Sportivo Barracas, Buenos Aires       |                                               |
|                       | Romano 1' 8' |           | Zezé I 53' | Árbitro(s): Víctor Cabañas Saguier (Paraguay) | Árbitro(s): Víctor Cabañas Saguier (Paraguay) |

Brasil 1922
Liguilla todos contra todos
| 1 de octubre de 1922 | Brasil | 0:0 (0:0) | Uruguay | Estadio das Laranjeiras, Río de Janeiro                                |  |
|                      |        |           |         | Asistencia: 30.000 espectadores Árbitro(s): Servando Pérez (Argentina) |  |

Uruguay 1923
Liguilla todos contra todos
| 25 de noviembre de 1923 | Uruguay               | 2:1 (0:0) | Brasil   | Gran Parque Central, Montevideo                                      |                                                                      |
|                         | Petrone 56' · Cea 75' |           | Nilo 59' | Asistencia: 20.000 espectadores Árbitro(s): Servando Pérez (Uruguay) | Asistencia: 20.000 espectadores Árbitro(s): Servando Pérez (Uruguay) |

Argentina 1937
Liguilla todos contra todos
| 18 de enero de 1937 | Brasil                                         | 3:2 (1:1) | Uruguay                    | Estadio Gasómetro, Buenos Aires                                          |                                                                          |
|                     | Carvalho Leite 36' · Bahia 72' · Niginho 77' · |           | Ithurbide 1' · Piriz 66' · | Asistencia: 35.000 espectadores Árbitro(s): Bartolomé Macías (Argentina) | Asistencia: 35.000 espectadores Árbitro(s): Bartolomé Macías (Argentina) |

Uruguay 1942
Liguilla todos contra todos
| 24 de enero de 1942 | Uruguay       | 1:0 (1:0) | Brasil | Estadio Centenario, Montevideo                                                |                                                                               |
|                     | S. Varela 32' |           |        | Asistencia: 55.000 espectadores Árbitro(s): Marcos Gerinaldo Rojas (Paraguay) | Asistencia: 55.000 espectadores Árbitro(s): Marcos Gerinaldo Rojas (Paraguay) |

Chile 1945
Liguilla todos contra todos
| 7 de febrero de 1945 | Brasil                           | 3:0 (3:0) | Uruguay | Estadio Nacional, Santiago                    |                                               |
|                      | Heleno 8' · Rui 20' · Heleno 32' |           |         | Árbitro(s): José Bartolomé Macías (Argentina) | Árbitro(s): José Bartolomé Macías (Argentina) |

Argentina 1946
Liguilla todos contra todos
| 23 de enero de 1946 | Brasil                               | 4:3 (4:2) | Uruguay                      | Estadio Gasómetro, Buenos Aires                                           |                                                                           |
|                     | Jair 1' 16' · Heleno 39' · Chico 44' |           | Medina 25' 70' · Vázquez 37' | Asistencia: 40.000 espectadores Árbitro(s): Cayetano de Nicola (Paraguay) | Asistencia: 40.000 espectadores Árbitro(s): Cayetano de Nicola (Paraguay) |

Brasil 1949
Liguilla todos contra todos
| 30 de abril de 1949 | Uruguay    | 1:5 (1:3) | Brasil                                                                     | Estadio São Januário, Río de Janeiro                                         |                                                                              |
|                     | Castro 12' |           | Jair 15' y 30' (penal) Zizinho 24' Danilo Alvim 79' Tesourinha 89' (penal) | Asistencia: 45.000 espectadores Árbitro(s): Alberto Da Gama Malcher (Brasil) | Asistencia: 45.000 espectadores Árbitro(s): Alberto Da Gama Malcher (Brasil) |

Perú 1953
Liguilla todos contra todos
| 15 de marzo de 1953 | Brasil       | 1:0 (0:0) | Uruguay | Estadio Nacional, Lima                                                   |                                                                          |
|                     | Ipojucan 87' |           |         | Asistencia: 45.000 espectadores Árbitro(s): Charles McKenna (Inglaterra) | Asistencia: 45.000 espectadores Árbitro(s): Charles McKenna (Inglaterra) |

Uruguay 1956
Liguilla todos contra todos
| 10 de febrero de 1956 | Uruguay | 0:0 | Brasil | Estadio Centenario, Montevideo                                      |  |
|                       |         |     |        | Asistencia: 80.000 espectadores Árbitro(s): Juan Brozzi (Argentina) |  |

Perú 1957
Liguilla todos contra todos
| 15 de marzo de 1953 | Brasil       | 1:0 (0:0) | Uruguay | Estadio Nacional, Lima                                                   |                                                                          |
|                     | Ipojucan 87' |           |         | Asistencia: 45.000 espectadores Árbitro(s): Charles McKenna (Inglaterra) | Asistencia: 45.000 espectadores Árbitro(s): Charles McKenna (Inglaterra) |

Argentina 1959
Liguilla todos contra todos
| 26 de marzo de 1959 | Brasil                     | 3:1 (0:1) | Uruguay      | Estadio Monumental, Buenos Aires                                         |                                                                          |
|                     | Paulo Valentim 62' 80' 89' |           | Escalada 36' | Asistencia: 70.000 espectadores Árbitro(s): Carlos Robles Robles (Chile) | Asistencia: 70.000 espectadores Árbitro(s): Carlos Robles Robles (Chile) |

Ecuador 1959
Liguilla todos contra todos
| 12 de diciembre de 1959 | Uruguay                                | 3:0 (0:0) | Brasil | Estadio Modelo, Guayaquil                                                   |                                                                             |
|                         | Escalada 49' · Bergara 67' · Sasía 75' |           |        | Asistencia: 55.000 espectadores Árbitro(s): José Luis Praddaude (Argentina) | Asistencia: 55.000 espectadores Árbitro(s): José Luis Praddaude (Argentina) |

Copa América 1983
Finales
| 27 de octubre de 1983 | Uruguay                            | 2:0 (1:0) | Brasil | Estadio Centenario, Montevideo                                      |                                                                     |
|                       | Francescoli 41' · Víctor Diogo 80' |           |        | Asistencia: 65.000 espectadores Árbitro(s): Héctor Ortiz (Paraguay) | Asistencia: 65.000 espectadores Árbitro(s): Héctor Ortiz (Paraguay) |

| 4 de noviembre de 1983                                               | Brasil       | 1:1 (1:0) | Uruguay      | Estadio Fonte Nova, Salvador de Bahía                                 |                                                                       |
|                                                                      | Jorginho 23' |           | Aguilera 77' | Asistencia: 95.000 espectadores Árbitro(s): Edison Pérez Núñez (Perú) | Asistencia: 95.000 espectadores Árbitro(s): Edison Pérez Núñez (Perú) |
| Segunda vuelta olímpica de Uruguay en Brasil, por torneos oficiales. |              |           |              |                                                                       |                                                                       |

Brasil 1989
Liguilla Final
| 16 de julio de 1989 | Brasil      | 1:0 (0:0) | Uruguay | Estadio Maracaná, Río de Janeiro                                    |                                                                     |
|                     | Romário 49' |           |         | Asistencia: 170,000 espectadores Árbitro(s): Elías Jácome (Ecuador) | Asistencia: 170,000 espectadores Árbitro(s): Elías Jácome (Ecuador) |

Chile 1991
Fase de grupos
| 11 de julio de 1991 | Brasil         | 1:1 (1:0) | Uruguay    | Estadio Sausalito, Viña del Mar                                             |                                                                             |
|                     | João Paulo 29' |           | Méndez 66' | Asistencia: 15.000 espectadores Árbitro(s): Juan Carlos Loustau (Argentina) | Asistencia: 15.000 espectadores Árbitro(s): Juan Carlos Loustau (Argentina) |

Uruguay 1995
Final
| 23 de julio de 1995 | Uruguay                                                   | 1:1 (0:1) (5:3 p.)         | Brasil                                 | Estadio Centenario, Montevideo                                            |                                                                           |
|                     | Bengoechea 51'                                            |                            | Túlio 30'                              | Asistencia: 60.000 espectadores Árbitro(s): Arturo Brizio Carter (México) | Asistencia: 60.000 espectadores Árbitro(s): Arturo Brizio Carter (México) |
|                     |                                                           | Tiros desde el punto penal |                                        |                                                                           |                                                                           |
|                     | Francescoli · Bengoechea · Herrera · Gutiérrez · Martínez |                            | Roberto Carlos · Zinho · Túlio · Dunga |                                                                           |                                                                           |

Paraguay 1999
Final
| 18 de julio de 1999 | Uruguay | 0:3 (0:2) | Brasil                        | Estadio Defensores del Chaco, Asunción                 |                                                        |
|                     |         | Reporte   | Rivaldo 20' 27' · Ronaldo 46' | Asistencia: 43 000 espectadores Árbitro(s): Óscar Ruiz | Asistencia: 43 000 espectadores Árbitro(s): Óscar Ruiz |

Perú 2004
Semifinal
| 21 de julio de 2004 | Brasil                                            | 1:1 (0:1) (5:3 p.)         | Uruguay                           | Estadio Nacional, Lima                                                       |                                                                              |
|                     | Adriano 46'                                       |                            | Sosa 22'                          | Asistencia: 40.000 espectadores Árbitro(s): Marco Antonio Rodríguez (México) | Asistencia: 40.000 espectadores Árbitro(s): Marco Antonio Rodríguez (México) |
|                     |                                                   | Tiros desde el punto penal |                                   |                                                                              |                                                                              |
|                     | Luisão · Luís Fabiano · Adriano · Renato · Alex · |                            | Silva · Viera · Pouso · Sánchez · |                                                                              |                                                                              |

Venezuela 2007
Semifinal
| 10 de julio de 2007, 20:50 | Uruguay                                                             | 2:2 (2:2, 2:2) (4:5 p.)    | Brasil                                                                       | Estadio José Encarnación Romero, Maracaibo             |                                                        |
|                            | Forlán 45+5' · Abreu 70'                                            | Reporte                    | Maicon 12' · Júlio Baptista 45+7'                                            | Asistencia: 46 000 espectadores Árbitro(s): Óscar Ruiz | Asistencia: 46 000 espectadores Árbitro(s): Óscar Ruiz |
|                            |                                                                     | Tiros desde el punto penal |                                                                              |                                                        |                                                        |
|                            | Forlán · Scotti · González · C. Rodríguez · Abreu · García · Lugano |                            | Robinho · Juan · Gilberto Silva · Afonso Alves · Diego · Fernando · Gilberto |                                                        |                                                        |

Estados Unidos 2024
Cuartos de Final
| 6 de julio    | Uruguay                                                 | 0:0 (4:2 p.)               | Brasil                                                             | Allegiant Stadium, Paradise                                                      |                                                                                  |
| 18:00 (UTC-7) |                                                         |                            |                                                                    | Asistencia: 43 827 espectadores Árbitro(s): Darío Herrera VAR: Guillermo Pacheco | Asistencia: 43 827 espectadores Árbitro(s): Darío Herrera VAR: Guillermo Pacheco |
|               |                                                         | Tiros desde el punto penal |                                                                    |                                                                                  |                                                                                  |
|               | Valverde · Bentancur · de Arrascaeta · Giménez · Ugarte |                            | Éder Militão · Andreas Pereira · Douglas Luiz · Gabriel Martinelli |                                                                                  |                                                                                  |

## Títulos oficiales a nivel de selecciones

### Selección absoluta
| Competición                        | Brasil | Uruguay |
| ---------------------------------- | ------ | ------- |
| Copa Mundial de Fútbol             | 5      | 2       |
| Copa FIFA Confederaciones          | 4      | 0       |
| Copa América                       | 9      | 15      |
| Juegos Olímpicos                   | 0      | 2       |
| Copa de Oro de Campeones Mundiales | 0      | 1       |
| Campeonato Panamericano de Fútbol  | 2      | 0       |
| Total                              | 20     | 20      |

### Selecciones juveniles
| Competición                            | Brasil | Uruguay |
| -------------------------------------- | ------ | ------- |
| Medallas de Oro Olímpicas              | 2      | 0       |
| Torneo Preolímpico Sudamericano Sub-23 | 7      | 0       |
| Medallas de Oro Panamericanas          | 5      | 2       |
| Copa Mundial de Fútbol Sub-20          | 5      | 1       |
| Copa Mundial de Fútbol Sub-17          | 4      | 0       |
| Campeonato Sudamericano Sub-20         | 13     | 8       |
| Campeonato Sudamericano Sub-17         | 13     | 0       |
| Campeonato Sudamericano Sub-15         | 5      | 0       |
| Totales                                | 54     | 11      |

#### Campeonatos oficiales de las selecciones absolutas obtenidos por año, década y siglo
La siguiente tabla incluye títulos oficiales obtenidos por las selecciones absolutas de Brasil y de Uruguay de índole mundial (Copa Mundial, Copa Confederaciones y Juegos Olímpicos), intercontinental y continental (Copa América y Campeonato Panamericano).
| Campeón | Torneo                  | Año  | N.º  |
| ------- | ----------------------- | ---- | ---- |
| Uruguay | Copa América            | 1916 | 1.º  |
| Uruguay | Copa América            | 1917 | 2.º  |
| Brasil  | Copa América            | 1919 | 1.º  |
| Uruguay | Copa América            | 1920 | 3.º  |
| Brasil  | Copa América            | 1922 | 2.º  |
| Uruguay | Copa América            | 1923 | 4.º  |
| Uruguay | Copa América            | 1924 | 5.º  |
| Uruguay | Juegos Olímpicos        | 1924 | 6.º  |
| Uruguay | Copa América            | 1926 | 7.º  |
| Uruguay | Juegos Olímpicos        | 1928 | 8.º  |
| Uruguay | Copa Mundial FIFA       | 1930 | 9.º  |
| Uruguay | Copa América            | 1935 | 10.º |
| Uruguay | Copa América            | 1942 | 11.º |
| Brasil  | Copa América            | 1949 | 3.º  |
| Uruguay | Copa Mundial FIFA       | 1950 | 12.º |
| Brasil  | Campeonato Panamericano | 1952 | 4.º  |
| Uruguay | Copa América            | 1956 | 13.º |
| Brasil  | Campeonato Panamericano | 1956 | 5.º  |
| Brasil  | Copa del Mundo          | 1958 | 6.º  |
| Uruguay | Copa América            | 1959 | 14.º |
| Brasil  | Copa del Mundo          | 1962 | 7.º  |
| Uruguay | Copa América            | 1967 | 15.º |
| Brasil  | Copa del Mundo          | 1970 | 8.º  |
| Uruguay | Copa América            | 1983 | 16.º |
| Uruguay | Copa América            | 1987 | 17.º |
| Brasil  | Copa América            | 1989 | 9.º  |
| Brasil  | Copa del Mundo          | 1994 | 10.º |
| Uruguay | Copa América            | 1995 | 18.º |
| Brasil  | Copa América            | 1997 | 11.º |
| Brasil  | Copa Confederaciones    | 1997 | 12.º |
| Brasil  | Copa América            | 1999 | 13.º |
| Brasil  | Copa del Mundo          | 2002 | 14.º |
| Brasil  | Copa América            | 2004 | 15.º |
| Brasil  | Copa Confederaciones    | 2005 | 16.º |
| Brasil  | Copa América            | 2007 | 17.º |
| Brasil  | Copa Confederaciones    | 2009 | 18.º |
| Uruguay | Copa América            | 2011 | 19.º |
| Brasil  | Copa Confederaciones    | 2013 | 19.º |
| Brasil  | Copa América            | 2019 | 20.º |

| Décadas   | Títulos ganados por Brasil | Títulos ganados por Uruguay |
| --------- | -------------------------- | --------------------------- |
| 1910-1919 | 1                          | 2                           |
| 1920-1929 | 1                          | 6                           |
| 1930-1939 | 0                          | 2                           |
| 1940-1949 | 1                          | 1                           |
| 1950-1959 | 3                          | 3                           |
| 1960-1969 | 1                          | 1                           |
| 1970-1979 | 1                          | 0                           |
| 1980-1989 | 1                          | 2                           |
| 1990-1999 | 4                          | 1                           |
| 2000-2009 | 5                          | 0                           |
| 2010-2019 | 2                          | 1                           |
| 2020-2029 | 0                          | 0                           |

| Siglo | Títulos ganados por Brasil | Títulos ganados por Uruguay |
| ----- | -------------------------- | --------------------------- |
| XX    | 13                         | 18                          |
| XXI   | 7                          | 1                           |